# ملعب غرينادا الوطني
ملعب غرينادا الوطني هو ملعب متعدد الاستخدام يقع في سانت جورجز عاصمة غرينادا . غالبا ما يتم استخدامه لمباريات كرة القدم . يسع الملعب لجلوس 9 آلاف متفرج. استضاف بعض مباريات منتخب غرينادا الدولية .